# True (Unix)
true (у перекладі з англійської «істина») — консольна команда UNIX-сумісних операційних систем, єдина дія якої — повернути значення 0, що розглядається командною оболонкою UNIX як логічне значення «істина».
Команда використовується там, де за контекстом необхідна умова, найчастіше в умовних операторах і циклах в командних скриптах. Наприклад, такий bash-скрипт виводитиме рядок hello до нескінченності:
```
 
while
 
true

 
do

   
echo
 
hello

 
done

```